# Maria von Korff Schmising
Maria von Korff Schmising (* 8. Juni 1975) ist eine deutsche Pflanzengenetikerin und Hochschullehrerin an der Heinrich-Heine-Universität Düsseldorf.

## Leben und Wirken
Von Korff Schmising studierte ab 1995 Biologie an den Universitäten Münster, Oxford und Bayreuth und schloss 2000 als Diplombiologin ab. Nach einer Tätigkeit als wissenschaftliche Assistentin am International Center for Agricultural Research in the Dry Areas (ICARDA) in Aleppo trat sie 2001 eine Stellung als wissenschaftliche Mitarbeiterin am Lehrstuhl für Pflanzenzüchtung des Instituts für Nutzpflanzenwissenschaften und Ressourcenschutz der Universität Bonn an. Dort wurde sie 2005 mit der Schrift Detection of QTL for agronomic traits and disease resistance in two advanced backcross populations derived from a wild barley accession (Hordeum vulgare ssp. spontaneum) promoviert. Nach einer kurzzeitigen Tätigkeit als wissenschaftliche Mitarbeiterin am Lehrstuhl für Genetik der Universität Potsdam kehrte sie 2006 zu Forschungszwecken an das ICARDA zurück. 2008 kehrte sie nach Deutschland zurück und wurde Leiterin einer Forschungsgruppe am Max-Planck-Institut für Pflanzenzüchtungsforschung in Köln. Ab 2013 hatte von Korff Schmising zunächst eine Juniorprofessur an der Universität Düsseldorf inne; seit 2016 ist sie Inhaberin eines ordentlichen Lehrstuhls und leitet das Düsseldorfer Institut für Pflanzengenetik. Seit 2020 ist sie Präsidentin der Gesellschaft für Pflanzenzüchtung. 2021 wurde sie zum Mitglied in die Deutsche Akademie der Naturforscher Leopoldina gewählt.
Von Korff Schmisings Forschungsschwerpunkte liegen in der Pflanzengenetik, insbesondere in der Genetik von Gerste. Dabei verfolgt sie insbesondere das Ziel, Gene und genetische Variationen zu finden, um den Kornertrag unter trockenen Umweltbedingungen zu regulieren und stabilisieren. Ein Schwerpunkt liegt hierbei insbesondere auf der Frage, wie die Aktivität und die Identität der Blütenmeristeme gesteuert wird, die schließlich die Blüten und Körner bilden. Einen weiteren Schwerpunkt bildet die Erforschung der Gene, die Langlebigkeit von Meristemen bei Gerste und mehrjährigen verwandten Gräsern auslösen. So sollen Möglichkeiten erforscht werden, mehrjährige Getreidesorten zu züchten, um so zu verhindern, dass Felder jährlich gepflügt, gedüngt und mit Herbiziden und Pestiziden behandelt werden müssen. So soll ein Beitrag zur Etablierung einer nachhaltigen Landwirtschaft geleistet werden.